# Antinutrijent
Antinutrijenti su prirodne ili sintetičke materije koje utiču na absorpciju nutrijenata. Nutricionistička istraživanja se bave antinutrijentima u hrani i piću.
Uobičajni primer je fitinska kiselina, koja stvara nerastvorne komplekse s kalcijumom, cinkom, gvožđem i bakrom. Belančevine, kao što su tripsinski inhibitori i lektini iz leguminoza, takođe mogu da budu antinutrijenti. Ovi inhibitori enzima deluju na probavu. Još jedan posebno raširen oblik antinutrijenata su flavonoidi. Oni pripadaju skupu polifenola, koji obuhvata i tanine. Ove materije stvaraju helate sa metalima i na taj način im smanjuju absorpciju, te inhibiraju probavne enzime. Ipak, polifenoli poput tanina imaju antikancerogeno delovanje, pa napici kao što je zeleni čaj, koji sadrže visoke koncentracije ovih materije, mogu imati pozitivan učinak na ljude uprkos njihovom antinutrijentskom delovanju.
Antinutrijenti se u izvesnoj količini nalaze u gotovo svoj hrani iz različitih razloga. Međutim, njihove količine su smanjene u današnjem bilju, vjerovatno kao rezultat procesa domestikacije. Uprkos tome, velika popularnost žitarica u modernoj prehrani, izaziva zabrinutost zbog sadržaja antinutrijenata u ovim namirnicama i njihovog uticaja na ljudsko zdravlje. Postoji mogućnost da se antinutrijenti u potpunosti eliminišu koristeći genetički inženjering; međutim, kako ove materije mogu imati i pozitivne učinke (kao što su polifenoli koji smanjuju rizik od nastanka raka, bolesti srca ili dijabetesa), takve genetičke modifikacije mogu stvoriti namirnice bogatije nutrijentima, ali neće poboljšati ljudsko zdravlje.
Mnoge tradicionalne metode pripreme hrane, kao što su fermentacija, kuvanje i namakanje povećavaju nutritivnu vrednost biljnih namirnica smanjenjem pojedinih antinutrijenata (fitinske kiseline, polifenola, oksalne kiseline). Takve metode pripreme imaju široku primenu u zajednicama gde žitarice i leguminoze čine glavni deo prehrane. Važan primer takve pripreme je fermentacija manioke kako bi se proizvelo brašno: ova fermentacija smanjuje količinu toksina i antinutrijenata u gomolju.

## Literatura
- Shahidi, Fereidoon (1997). Antinutrients and phytochemicals in food. Columbus, OH: American Chemical Society. ISBN 978-0-8412-3498-7.